# Obermaiersche Kolonie
Die Obermaiersche Kolonie ist eine Siedlung in München.

## Lage
Die Siedlung liegt in dem Münchener Stadtteil Denning im Stadtbezirk 13 Bogenhausen
östlich der Ostpreußenstraße rund um den Platz Zur Deutschen Einheit. Sie erstreckt sich von der Posener Straße (dem alten Verlauf der Daglfinger Straße) bis zur Memeler Straße und von der Ostpreußenstraße bis zur Marienburger Straße.

## Geschichte
Der Bauunternehmer Leonhard Obermaier, dem auch einer der Denninger Höfe gehörte, teilte nach der Stilllegung der auf dem Grund des Hofes gelegenen Ziegeleien das Gelände ab 1925 in Einzelgrundstücke auf und verkaufte sie. Auf diesen Grundstücken entstand eine Kleinbautensiedlung, die nach dem ehemaligen Grundbesitzer Obermaiersche Kolonie genannt wurde.
Während des Baus der Siedlung wurden 1928 bei Straßenbauarbeiten Spuren eines römischen Gutshofs gefunden, der  Villa rustica von Denning.
Nach dem Zweiten Weltkrieg wurde die einfache Bebauung zunehmend durch größere Häuser und Villen ersetzt.

## Beschreibung
Die Obermaiersche Kolonie hat in Nord-Süd-Richtung eine Ausdehnung von etwa 500 Metern und in Ost-West-Richtung von etwa 350 Metern. Ihre Fläche beträgt etwa 17 Hektar.
Ähnlich wie die etwa gleichzeitig entstandene Denninger Kolonie ist die Obermaiersche Kolonie geprägt von Einfamilienhäusern, die von Gärten umgeben sind.
Anders als in der Denninger Kolonie gibt es in der Obermaierschen Kolonie als Mittelpunkt der Siedlung einen grasbewachsenen Platz, den Platz Zur Deutschen Einheit, auf dem 2005 das Denkmal Zur Deutschen Einheit errichtet wurde.